# 比亚迪F3
比亚迪F3是中國汽車製造商比亚迪汽车推出的一款紧凑型轿车，也是比亚迪进入汽车领域后推出的第二款车型。该车于2005年4月下线，同年12月上市，此后进行过多次改款。2021年10月，配合比亚迪全线车型全面电动化的推进，F3正式停产。
F3凭借高性价比受到用户的好评，曾连续多次创下中国国产品牌车型的销量记录。截至2021年停产，F3累计总销量超过300万辆。

## 历史

### 初代版本
比亚迪F3于2005年4月16日随比亚迪在西安高新区建立的新工厂投用而下线，该车也是中国西北地区汽车工业历史上生产的第一款轿车。根据比亚迪首席设计师廉玉波的说法，该车“借鉴日、韩等国汽车发展的成功道路和经验、大量吸收非专利技术、消化吸收国际流行设计元素”，是“发展汽车产业思想指导下的产品结晶”。该车的外观模具生产线来自日本狄原公司，全程的车身检测工作也交给了日方质检；车身喷涂工艺来自德国杜尔涂装线。其外形与第九代丰田相似。同年12月，该车在四川成都上市，售价为7.38万至9.98万元人民币。由于市场不断影响，该车最终公布售价低于比亚迪销售公司总经理夏治冰预测的10万至15万元之间。在宣布价格后的一个月内已收到近1万份订单。初代F3采用三菱4G18发动机，提供ABS+EBD＋4轮碟刹、预紧式安全带、安全气囊等安全配置。
2007年8月，比亚迪推出该车型的升级款F3白金版，发动机改为4G15S，排量改为1.5L，但动力输出不变。而当时推出1.5L的车型是为了迎合新消费税的实施。2008年又推出了新白金版，在配置上进行了调整优化。
2009年11月，比亚迪在当年举行的广州车展期间推出搭载新款发动机的新白金版，除自动挡外的车型全部搭载比亚迪自研的BYD473QB发动机，性能较之前的4G15S更高。
2011年10月，比亚迪推出2012款F3，全线车型搭载中国国产品牌第一款拥有VVL（可变气门升程）技术的BYD473QE发动机，具有高效环保、经济节油的特性。

### 改款
2014年3月25日，比亚迪推出其改款车型，以“全新F3”的名称销售，售价为4.99万至7.09万元人民币。全新F3在外观、动力、配置三个方面进行了升级。外观设计上，全新F3以激进、凌厉的设计风格，取代低调和朴素的风格；而新款车长较老款长度增加72mm。而在内饰设计上，内部布局以多边形和圆形搭配的风格为主，取代较为方正的布局。高配车型新增智能语音导航、蓝牙电话、倒车影像等功能。新车型除提供1.5L自然吸气发动机版本外，还新增了1.5TI涡轮增压发动机版本。另外高配车型还搭载6速双离合变速器。2015年2月，2015款比亚迪F3节能版上市销售。新款车型新增无钥匙启动、车内空气调节、花粉过滤等功能；部分车型还配备多功能方向盘、电动天窗、倒车影像、车载电视、中控台彩色大屏等实用和舒适性配置。
2016年10月26日，比亚迪宣布推出其第二次改款车型“第三代F3”，上市后前两代车型仍继续销售，但各仅保留一款版本销售。新车前脸采用双层镀铬格栅设计，并采用全新尾灯造型，长宽高尺寸有所变化。新车配备无钥匙启动、ESP车身稳定、车载蓝牙、右前轮盲区可视系统以及电子防盗系统等。发动机继续搭载一台1.5L自然吸气发动机，并提供5速手动或6速双离合变速器。
2020年5月，比亚迪宣布推出第三代F3超值版，售价为4.78万元人民币。

### 停产
2021年9月，在比亚迪投资人交流会议上，比亚迪宣布于10月正式停产F3，以配合比亚迪全线车型全面电动化的推进。

## 市场反应
比亚迪F3凭借高性价比受到用户的好评，该车在上市后的26个月创下了20万辆的销量纪录。2009年3月月销量突破2万辆，同年10月月销量突破3万辆，成为中国大陆首个月销量突破3万辆的轿车车型。2009年和2010年，F3分别以29万和26万的年度销量，成为当年中国大陆销量位居首位的车型。截至2021年停产，F3累计总销量超过300万辆。

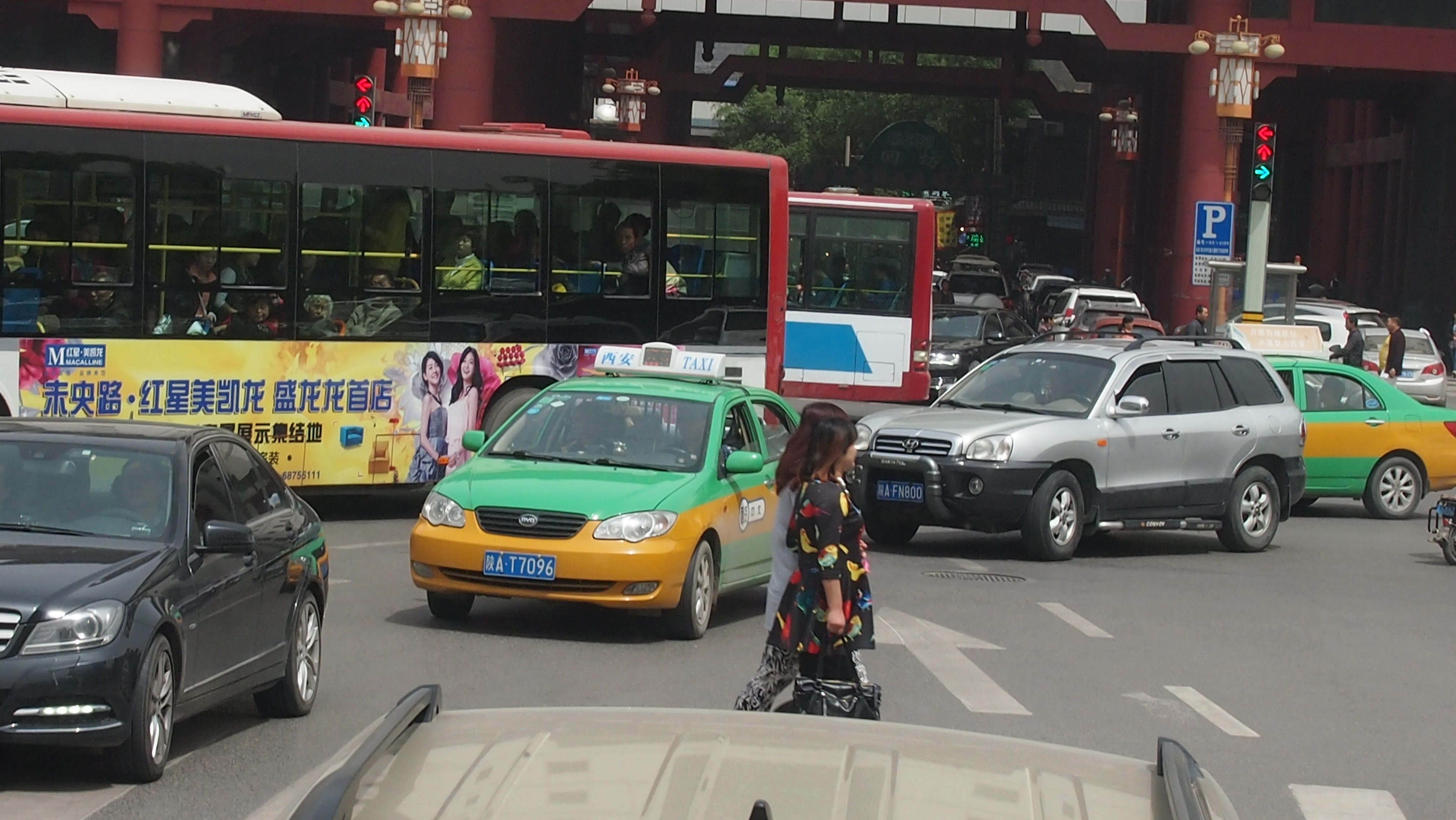
在陕西省西安市运营的双燃料版F3出租车（2014年）

该车型在中国大陆部分城市亦作为出租车使用，例如陕西省西安市曾大规模运营过双燃料版F3出租车，2020年全数退役。

## 衍生车型
比亚迪F3的衍生车型包括纯电动轿车F3E（因当时配套设施不成熟而放弃正式上市）、插电式混合动力汽车F3DM、掀背版F3R、以及根据本平台深度研发的L3、G3和速锐。F3、L3和G3并称为“比亚迪3系”。